# Diecezja Steubenville
Diecezja Steubenville (łac. Dioecesis Dioecesis Steubenvicensis, ang. Diocese of Steubenville) – diecezja Kościoła rzymskokatolickiego w południowo-wschodniej części stanu Ohio. 

## Historia
Diecezja została kanonicznie erygowana 21 października 1944 roku przez papieża Piusa XII. Wyodrębniono ją z diecezji Columbus. Pierwszym ordynariuszem został dotychczasowy kapłan archidiecezji Cincinnati John Anthony King Mussio (1902-1978).

## Ordynariusze
- John Anthony King Mussio (1945–1877)
- Albert Ottenweller (1977–1992)
- Gilbert Ignatius Sheldon (1992–2002)
- Daniel Conlon (2002–2011)
- Jeffrey Monforton (2012–2023)